# Patricia Hansen
Patricia Hansen (castellà: Patricia Maria Hansen)  (26 de maig de 1970) és una física argentina llicenciada el 1997 a la Universitat Nacional de Rosario i doctorada el 2003 en el Reial Institut de Tecnologia de Suècia. També va fer estudis de postgrau al Bartol Research Institute de la Universitat de Delaware als Estats Units i a la Universitat de Santiago de Compostel·la a Espanya. Va tornar al seu país en el marc del Programa Raíces per a treballar en l'Observatori Pierre Auger.
Actualment, treballa en l'Institut de Física de La Plata, que depèn de la Universitat Nacional de La Plata i del Consell Nacional d'Investigacions Científiques i Tècniques.